# Cooper's Hill Cheese-Rolling and Wake

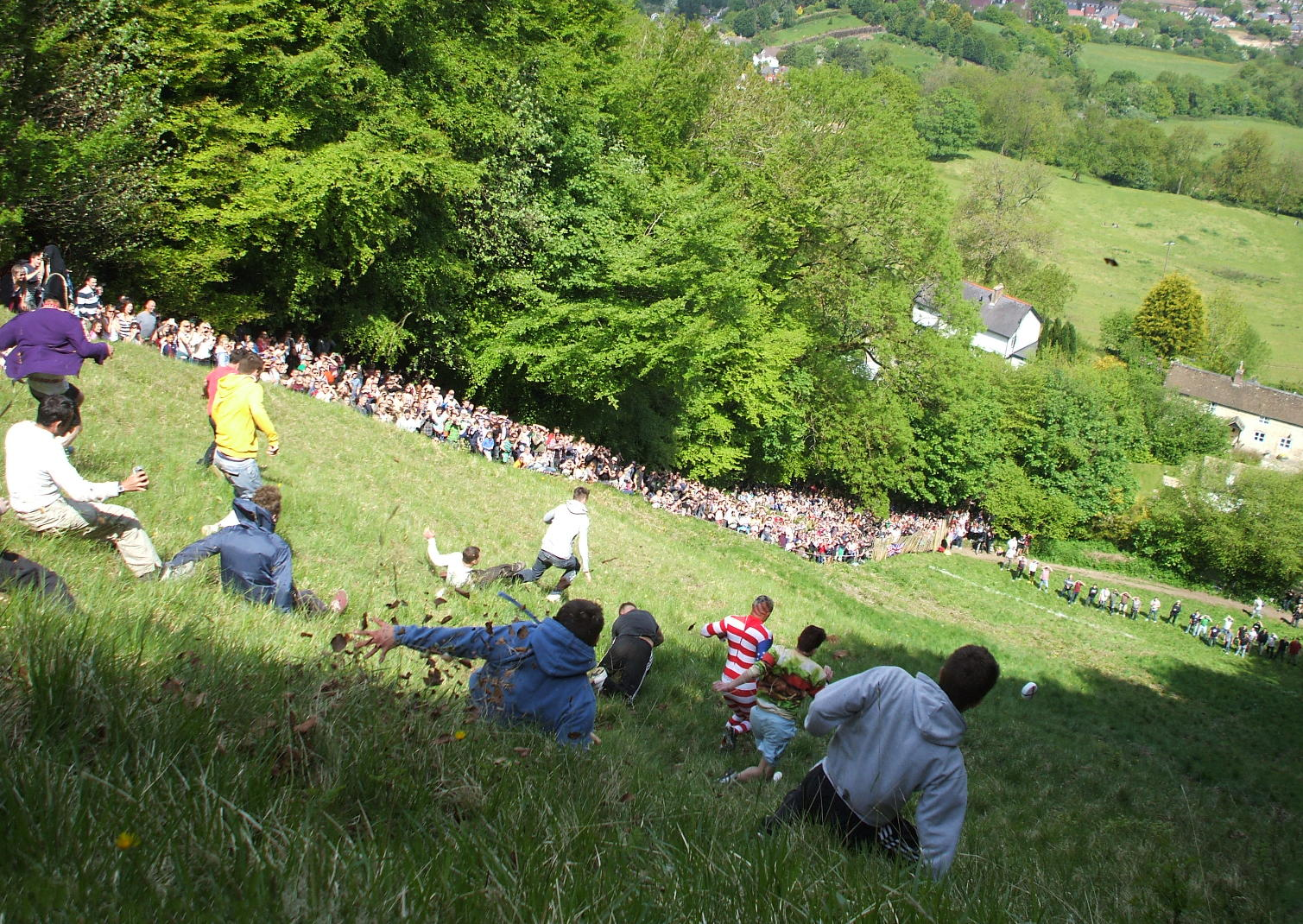
Cheese Rolling op 27 mei 2013

De Cooper's Hill Cheese-Rolling and Wake is een jaarlijks sportevenement in het gebied Cotswolds in Gloucestershire.
Het evenement was in eerste instantie door en voor de mensen die in Brockworth leven, maar tegenwoordig komen de deelnemers uit alle delen van de wereld.
Vanaf de top van Cooper's Hill wordt een Double Gloucester kaas gerold en de deelnemers rennen achter deze kaas aan. De eerste persoon die de finish onderaan de heuvel passeert wint de kaas. In theorie is het de bedoeling dat de deelnemers de kaas proberen te vangen, maar dit lukt in de praktijk niet, want de kaas heeft één seconde voorsprong en kan snelheden tot 112 kilometer per uur bereiken.
Als gevolg van de steilheid en het ongelijke oppervlak van de heuvel raakt gewoonlijk een flink aantal deelnemers verwond. Mede daarom heeft men in 2010 besloten te stoppen met het officiële sportevenement, alhoewel er nog wel officieus wordt doorgegaan.